# Władysław Kędra

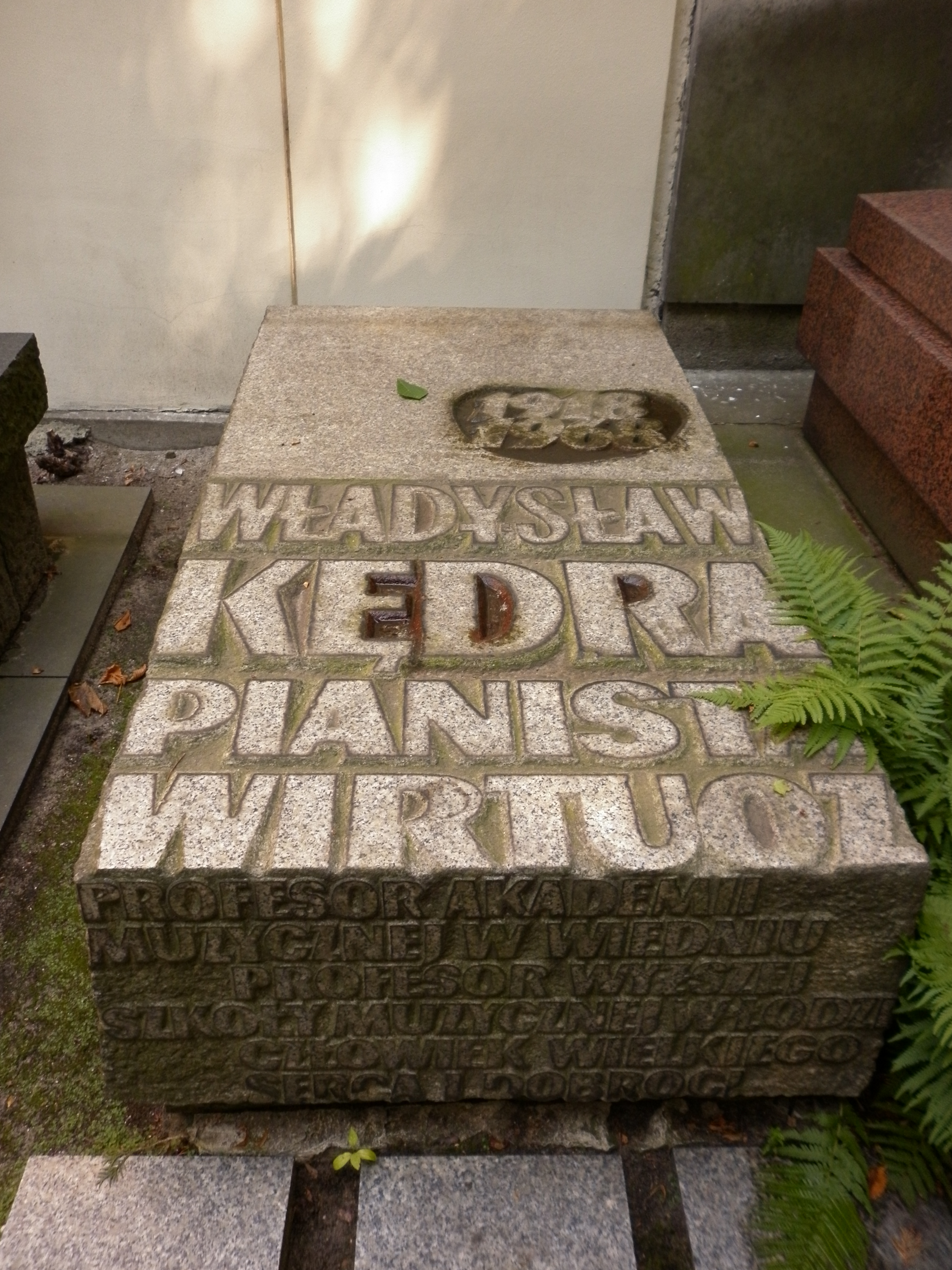
Grób na cmentarzu Powązkowskim

Władysław Witold Kędra (ur. 16 listopada 1918 w Łodzi, zm. 26 listopada 1968 w Warszawie) − polski pianista i pedagog muzyczny, laureat V nagrody na IV Międzynarodowym Konkursie Pianistycznym im. Fryderyka Chopina (1949).

## Życiorys

### Młodość i wojna
Syn Ryszarda. Edukację muzyczną rozpoczął w Łodzi, początkowo prywatnie, w 1924 został uczniem Szkoły Muzycznej Heleny Kijeńskiej. W latach 1933–1937 studiował w Konserwatorium Muzycznym Heleny Kijeńskiej-Dobkiewiczowej w klasie fortepianu prof. Antoniego Dobkiewicza. Dodatkowe nauki pobierał w Konserwatorium Paryskim i u Ignacego Jana Paderewskiego.
W czasie II wojny światowej dawał konspiracyjne koncerty w Warszawie, choć na stałe mieszkał w Lublinie. W 1944 uciekł z niemieckiego transportu deportacyjnego. W 1945 powrócił do Łodzi.

### Kariera pianistyczna
Po wojnie wziął udział w dwóch prestiżowych konkursach muzycznych. W 1946 został finalistą Międzynarodowego Konkursu Pianistycznego w Genewie. W 1949 wystąpił na Międzynarodowym Konkursie Pianistycznym im. Fryderyka Chopina, gdzie zdobył V nagrodę. Po konkursowych sukcesach rozpoczął międzynarodową karierę. Każdego roku dawał kilkadziesiąt koncertów w Europie i USA. W 1955 otrzymał wyróżnienie Podkomitetu Literatury i Sztuki Nagrody Państwowej za aktywne propagowanie współczesnej muzyki polskiej w kraju i za granicą. W 1957 przeprowadził się do Wiednia, gdzie rozpoczął pracę pedagogiczną w Akademie für Musik und darstellende Kunst.
Zmarł w 1968 na chorobę nowotworową. Pochowany na cmentarzu Powązkowskim (Aleja Zasłużonych-1-157). 

## Repertuar i dyskografia
W swoim repertuarze miał większość utworów Fryderyka Chopina, a także kompozycje m.in. Stanisława Moniuszki, Ferenca Liszta, Felixa Mendelssohna-Bartholdy'ego, Claude'a Debussy'ego, Dmitrija Szostakowicza i George'a Gershwina. Nagrał wiele płyt:
- Liszt, Władysław Kędra – Utwory Fortepianowe – Piano Recital, Polskie Nagrania Muza, 1962
- Władysław Kędra Plays Piano Favourites, Polskie Nagrania Muza, 1966
- Franz Liszt – Władysław Kędra – Berühmte Klavierwerke, ETERNA, 1967
- Gershwin – Władysław Kędra, Warsaw Philharmonic Orchestra, Jan Krenz – Piano Concerto In F Major / Rhapsody In Blue, Heliodor, 1967
- Franz Liszt, Władysław Kędra / Orchestra Simfonica A Filarmonicii Din Varsovia, Stanisław Wisłocki – Concert Nr. 2 Pentru Pian Și Orchestră / Rapsodia Ungară Nr. 2 · La Campanella · Parafrază De Concert Din "Rigoletto" · Vis De Iubire, Electrecord
- Fryderyk Chopin, Władysław Kędra – Dzieła Wszystkie – Complete Works, Polskie Nagrania Muza, SX 0076
- Liszt – Władysław Kędra, Filharmonia Narodowa, Jan Krenz – I Koncert Fortepianowy Es-dur, II Koncert Fortepianowy A-dur, SX 0137
- Władysław Kędra – Music of Spain, Polskie Nagrania Muza, XL0254

## Filmografia
- Żelazowa Wola (1948), Przedsiębiorstwo Państwowe „Film Polski”, reż. Eugeniusz Cękalski[12]

## Ordery i odznaczenia
- Krzyż Oficerski Orderu Odrodzenia Polski (11 lipca 1955)[3]
- Medal 10-lecia Polski Ludowej (19 stycznia 1955)[13]
- Odznaka „Zasłużony Działacz Kultury” (1967)[14]

## Upamiętnienie
W latach 1987–2006 w Akademii Muzycznej w Łodzi organizowany był Konkurs Chopinowski im. Władysława Kędry (od 2002 Ogólnopolski). Aktualnie akademia organizuje Ogólnopolski Konkurs Pianistyczny im. Władysława Kędry dla Szkół Muzycznych II stopnia.